# Rosa (Mondkrater)
Rosa ist ein kleiner Einschlagkrater auf der Mondvorderseite nordwestlich des Kraters Natasha.
Die namentliche Bezeichnung geht auf eine ursprünglich inoffizielle Bezeichnung auf Blatt 39C2/S1 der Topophotomap-Kartenserie der NASA zurück, die von der IAU 1976 übernommen wurde.
Auf der Fotografie sind einige der umliegenden Krater, wie Ango, Jehan, Akis und Natasha ebenfalls deutlich erkennbar.